# Dorfkirche Werder (Rehfelde)

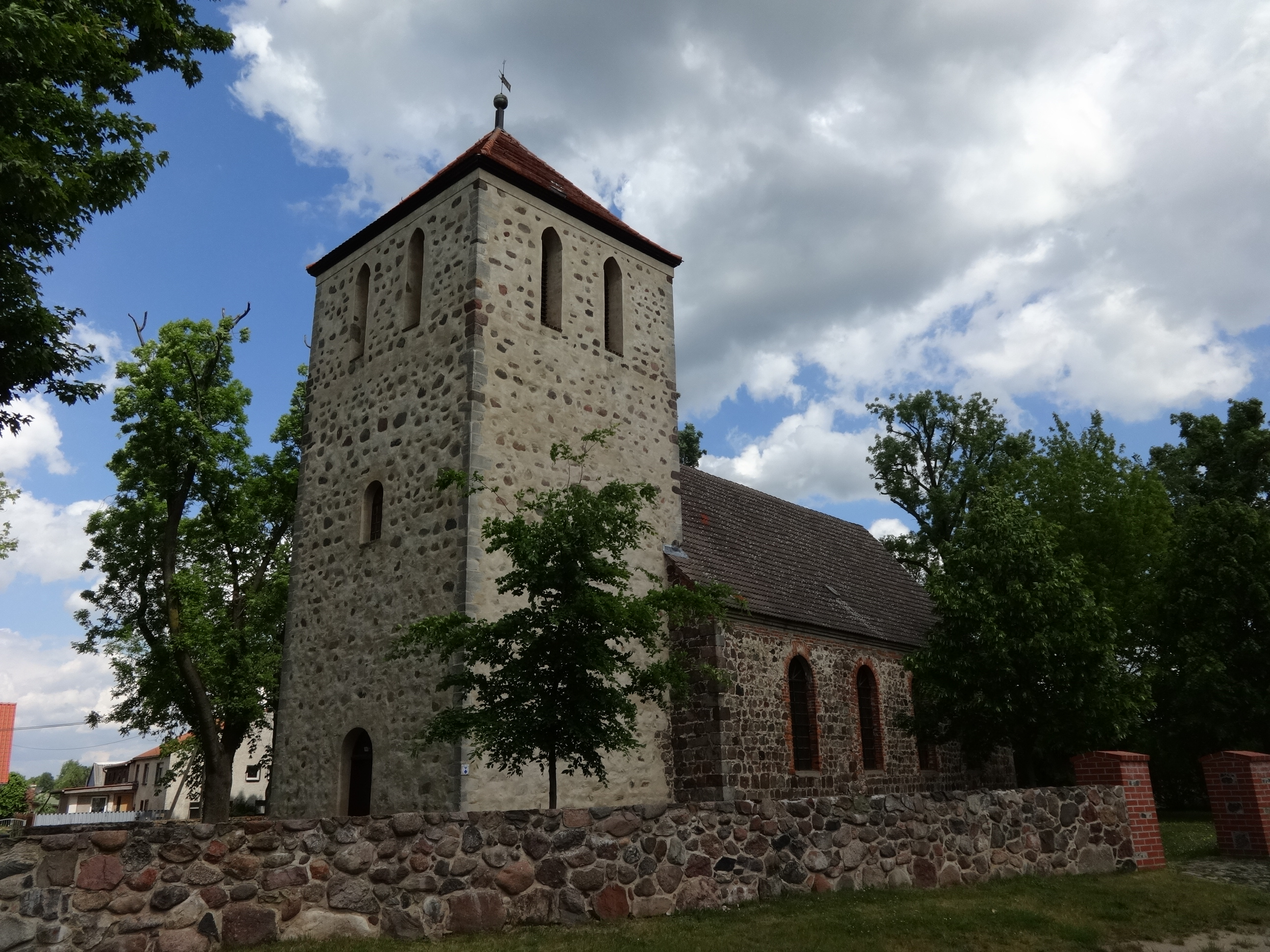
Dorfkirche Werder

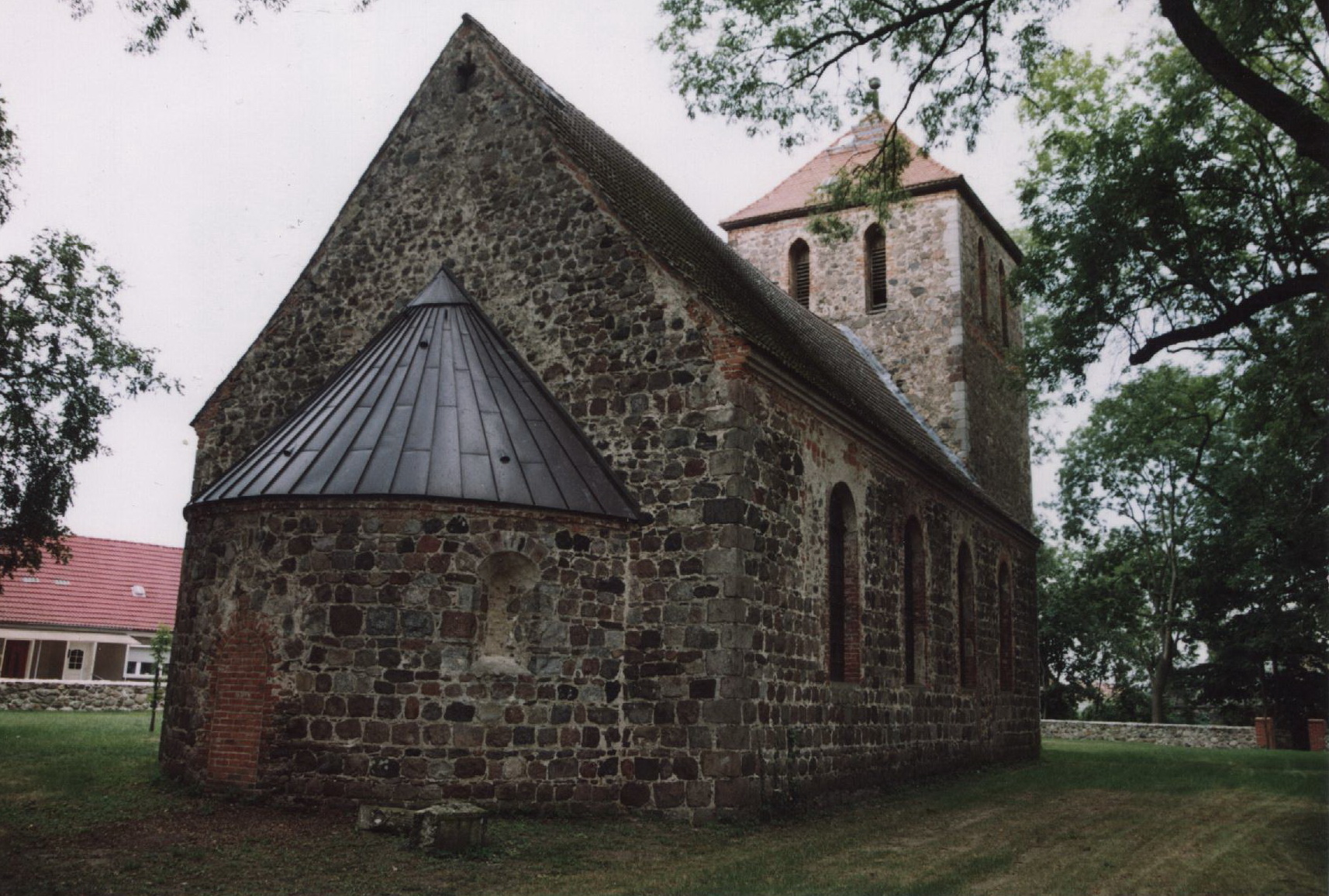
Ansicht des Chors

Die Dorfkirche Werder ist die evangelische Kirche im Ortsteil Werder der Gemeinde Rehfelde im Landkreis Märkisch-Oderland in Brandenburg.

## Zugehörigkeit, Gemeinde und heutige Nutzung
Rehfelde wurde im Jahr 1247 das erste Mal schriftlich erwähnt. Vermutet wird, dass die Zisterziensermönche des Klosters Zinna jedoch bereits um 1234 mit dem Bau der Feldsteinkirche begannen. Dies legt eine dendrochronologische Untersuchung eines Fenstersturzes nahe. Der Ortsteil Werder gelangte 2003 mit einer Gemeindegebietsreform zu Rehfelde. Die Kirchengemeinde gehört zur Evangelischen Kirchengemeinde Herzfelde-Rehfelde im Kirchenkreis Oderland-Spree der Evangelischen Landeskirche Berlin-Brandenburg-schlesische Oberlausitz.

## Geschichte
Die Mönche errichteten zunächst nur eine Chorquadratkirche mit einer halbrunden Apsis. 1499 kam das Kirchenschiff mit einem Satteldach hinzu. Etwa in der Mitte des 15. Jahrhunderts wurde schließlich der hohe Westturm mit seinem Zeltdach gebaut. Da es zunächst keine Sakristei gab, betrat der Geistliche die Kirche zu dieser Zeit an der Südseite über eine eigens hierfür gebaute Priesterpforte, wie sie bei vielen Dorfkirchen auf dem Barnim zu finden ist. Westlich davon ist eine Männerpforte erkennbar. Sie wurden, wie auch die Frauenpforte an der Nordseite, in der Mitte des 16. Jahrhunderts mit Blöcken aus Granit und weiteren Gesteinssplittern zugemauert.
Als 1968 die Decke der Kirche einzustürzen drohte, versperrte die Gemeinde die Kirche. Erst 1982 erfolgten umfangreiche Restaurierungsarbeiten. Dabei stellten Experten fest, dass die Ausgestaltung der Apsis aus den Jahren 1886/1888 vom Holzwurm befallen war und nicht mehr gerettet werden konnte. In den Jahren 2000 bis 2002 erfolgte die Wiederherstellung der Feldsteinmauer, welche die Kirche einfriedet. 2007 führten Putzarbeiten an der Ostseite des Turms zur Entdeckung eines dort eingeritzten Segelschiffs.

## Architektur
Das Kirchenschiff mit Apsis misst 23 Meter in der Länge sowie 11 Meter in der Breite, davon entfallen auf dem Chorraum 8 × 10 Meter. Die Wände sind rund 1,4 Meter, an der Westseite 2,3 Meter dick. Errichtet wurde sie im Stil der Romanik aus Feldsteinen, die bis zu einer Höhe von 1,2 Meter gleichmäßig behauen wurden. Oberhalb arbeitete man mit einseitig behauenen Steinen weiter, die weniger regelmäßig angeordnet wurden. Die Kirche verfügt über acht Fenster, die 1720 nach oben hin mit einem Rundbogen geöffnet wurden. Die Laibung führte man dabei mit rotem Ziegelstein aus.
An der Apsis ist an der Ostseite eine bogenförmige Öffnung erkennbar, die mit Mauerziegeln verschlossen wurde. Ebenso wurden die beiden kleineren Fenster an der Nord- und Südseite geschlossen. Unterhalb des Firstes ist am Ostgiebel ein Kreuz eingearbeitet.
Der 24 Meter hohe Turm weist einige Besonderheiten auf: Zum einen nutzte man an seinen Kanten einen geglätteten Sandstein. Zum anderen sind auf einigen Steinen Ritzzeichen mit einer bislang unbekannten Bedeutung zu erkennen. Auf der Südseite befinden sich Zeichnungen einer Sonnenuhr sowie der Marterwerkzeuge Jesu, auf der Nordseite ein Kopf mit einer Narrenkappe. Die Klangarkaden bestehen aus je zwei spitzbogenförmigen Öffnungen pro Seite. Oberhalb der Priesterpforte sind zwei zugemauerte Fenster zu sehen. Eines davon war ein Spitzbogenfenster und stammt damit vermutlich aus der Zeit der Gotik, das zweite ist bienenkorbförmig gestaltet. An diesem konnte ein Eichenbrett entnommen werden, welches aus dem Jahr um 1234 stammt.

## Innenraum und Inventar
Der schlichte Taufstein stammt aus dem Jahr 1553 und wurde aus Rüdersdorfer Kalkstein hergestellt. Er ist 90 cm hoch; seine Kuppa hat einen Durchmesser von 59 cm. In ihm befindet sich eine Taufschale aus Messing mit der Inschrift „Ein Herr – Ein Glaube – Eine Taufe“. Ein 39 cm hohes Leuchterpaar aus dem 16. Jahrhundert aus Messing ist ebenfalls noch vorhanden, sie haben einen runden Fuß mit drei Tierklauen. Ebenso ist ein Ölgemälde mit dem Titel „Sinkender Petrus“ aus dem 19. Jahrhundert erhalten geblieben. Der Altar ist schlicht gehalten und aus Klinkern gemauert, die von einer Holzplatte abgedeckt werden. Auf der Westempore befindet sich die Orgel mit acht Registern aus dem Jahr 1858. Im Turm befinden sich noch zwei von ehemals drei Glocken aus dem 16. Jahrhundert. Sie haben einen Durchmesser von 1,13 bzw. 0,74 Metern. Auf der größeren Glocke ist die Inschrift „o rex glorie christie veni cvm pace, ave Maria gracia“ zu sehen (Oh, König Christus, komm mit Frieden, gegrüßt sei Maria). Sie trägt drei Marienlilien, die bei den Zisterziensern für Unschuld, Reinheit und Schönheit der Mutter Gottes stehen. Eine weitere Glocke aus dem Jahr 1609 wurde im Ersten Weltkrieg beschädigt. Sie wurde neu gegossen, zersprang jedoch beim ersten Gedächtnisläuten für die Toten des Ersten Weltkriegs.

## Sonstiges
Auf dem Kirchhof ist eine Zisterzienserlilie aus Buchsbaum nachgebildet.